# Benavent de Tremp
|  | Aquest article tracta sobre el municipi extingit. Si cerqueu el vigent municipi, vegeu «Benavent de la Conca». |

| \| ← \| 1812 — 1970 \| → \|                            |                             |   |
| Escut d'armes                                          |                             |   |
| Benavent de Tremp dins d'Isona i Conca Dellà           |                             |   |
| Període històric                                       | Edat Contemporània          |   |
| • Creació del municipi (Constitució de Cadis)          | 1812                        |   |
| • Annexió a Biscarri                                   | Febrer del 1847             |   |
| • Canvi de capitalitat de Biscarri a Benavent de Tremp | Vers 1858                   |   |
| • Annexió de Montadó                                   | Segona meitat del segle xix |   |
| • Annexió a Isona i Conca Dellà                        | 1970                        |   |
| Gentilicis                                             | Benaventí, benaventina      |   |
| Altitud                                                | 1004 m                      |   |
| Superfície                                             |                             |   |
| • 1970                                                 | 21,55 km2                   |   |
| • 2006                                                 | 21,55 km2                   |   |
| Població                                               |                             |   |
| • 2006                                                 | 103                         |   |
| Densitat                                               | 4,8/km²                     |   |
| ←                                                      | 1812 — 1970                 | → |

Benavent de Tremp és un dels sis antics municipis integrats el 1970 en el nou municipi d'Isona i Conca Dellà (els altres són Conques, Figuerola d'Orcau, Isona, Orcau i Sant Romà d'Abella). De tots ells, és el que és més a llevant; és termenal amb la Noguera (la Baronia de Rialb), i, per tant, és el primer que es troba passat el coll de Comiols, en arribar al Pallars Jussà des de la Noguera. Amb l'annexió a Isona i Conca Dellà, es produí també el canvi de nom del poble cap de l'antic municipi, que passà a ser l'actual: Benavent de la Conca.
El municipi, que consta simplement com a Benavent en el Diccionario geográfico... de Pascual Madoz, fou creat el 1812 a partir de les disposicions de la Constitució de Cadis. En un primer moment, Benavent i Biscarri formaren dos ajuntaments separats, que s'uniren el febrer del 1847 en ser suprimits els ajuntaments amb menys de 30 veïns (caps de família). En un primer moment, però, fou Benavent de Tremp qui s'uní a Biscarri. Aquesta situació, amb Biscarri de cap de districte municipal, s'allarga fins al 1858, any en què en la majoria de documents apareix ja Benavent de Tremp com a nom de l'ajuntament. Entre 1854 i 1858 apareixen alternativament tots dos pobles, en caràcter de cap d'ajuntament, i en una avinentesa, apareixen tots dos alhora, separats amb un guionet.
L'enclavament de Montadó és esmentat com a part del districte municipal de Sant Salvador de Toló. Fou agregat a Benavent de Tremp perquè va prevaler la seva adscripció eclesiàstica, ja que Montadó pertanyia al terme parroquial de Santa Margarida de Benavent de la Conca.

## Geografia

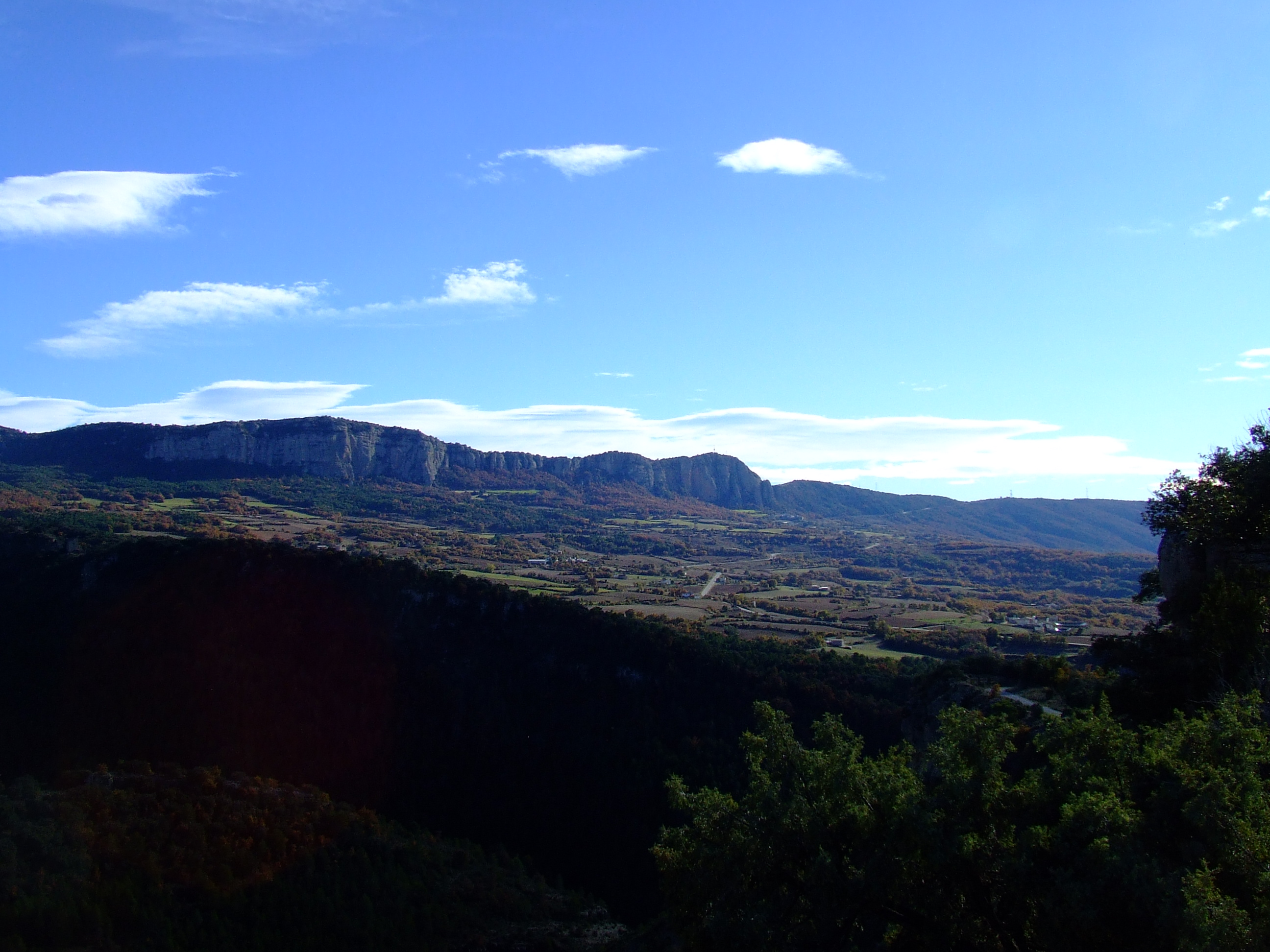
L'antic terme de Benavent de Tremp vist des del nord-oest

L'antic municipi de Benavent de Tremp tenia una extensió de 21,55 km². Dels 135,27 que té ara el municipi complet, aquest antic municipi era el tercer en extensió dels que s'integraren en el terme actual d'Isona i Conca Dellà.
Aquest antic terme estava limitat al nord i nord-oest per Isona, a llevant pel terme de la Baronia de Rialb, de la Noguera, al sud-est pel d'Artesa de Segre, també de la Noguera, i al sud-oest pel de Sant Salvador de Toló (ara agrupat en el municipi de Gavet de la Conca).
Estava dividit en dues parts. D'una banda, la que contenia els pobles de Benavent de Tremp, ara de la Conca i Biscarri, la caseria de Gramenet i l'antic hostal, després masia, de Balasc, al nord, i l'enclavament de Montadó, al sud-oest de l'anterior, separat d'ell, i entre els termes de Gavet de la Conca, Artesa de Segre i Vilanova de Meià, els dos darrers pertanyents a la comarca de la Noguera.

## Comunicacions
Creua tot l'antic terme de Benavent de la Conca la carretera C-1412b (Ponts - Tremp), que la uneix amb la Noguera, cap al sud-est, i amb el cap de comarca, Tremp, cap a l'oest. Just a l'extrem sud-oriental del terme, al Coll de Comiols, hi ha l'arrencada de la carretera L-911 (C-1412b, al Coll de Comiols - Sant Salvador de Toló).
Cap altra carretera discorre per aquest antic terme. Sí, en canvi, algunes pistes en bon estat, algunes d'asfaltades, que menen a Gramenet, Covet, Merea, poble vell de Biscarri, etcètera.
Pel que fa a mitjans de transport públic, Benavent compta amb parada de l'autobús de la línia Barcelona-la Pobla de Segur, amb un servei al dia en direcció a Barcelona, al matí ben d'hora, i un altre a mitja tarda en direcció a la Pobla de Segur. També hi passa la línia Barcelona-eth Pònt de Rei, amb dos cotxes a mig matí en direcció a la Vall d'Aran (un d'ells té final de trajecte a Esterri d'Àneu), i dos a primera hora de la tarda cap a Barcelona.

### Perímetre del terme

#### Límit amb la Baronia de Rialb (Noguera)

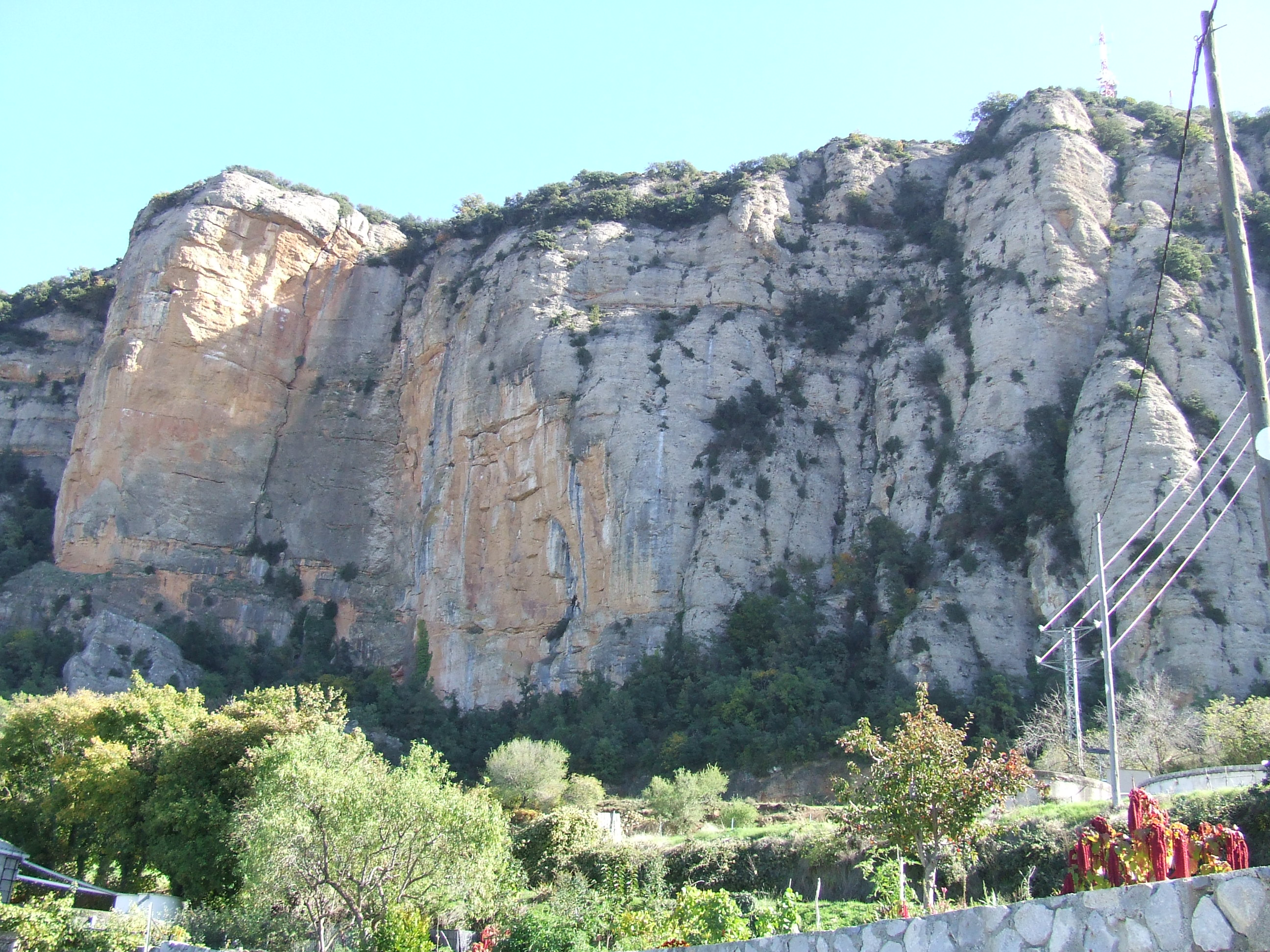
El Roc de Benavent des del poble

Pel que fa a la primera unitat esmentada, de 16,22 km², l'únic límit perfectament marcat per límits orogràfics naturals és el de llevant, límit que no tan sols era el límit del terme de Benavent de Tremp i ara del d'Isona i Conca Dellà, sinó que és també el límit entre les comarques del Pallars Jussà i de la Noguera.
Es tracta de la línia formada pel serrat que comença al Cogulló de Sant Quiri, de 1.355 m. alt., continua per la Roca de la Dama (1.211), el Coll de Madrona (1.208), la Serra del Grau de Moles (1.252), l'Abudell (1.256), la Serra de la Conca (anomenada així només en mapes antics, tot i que actualment es reserva aquest nom al tros de carena que és al nord de Sant Quiri) o Roc de Benavent, que assoleix el seu cim a la Roca Roja, de 1.241 m. alt. i lo Sac, de 1.141, continua encara per l'Altar del Músic (entre 1.100 i 1.200), lo Grau Curt (1.150) i la Costa dels Escóms, fins a arribar al cim de Sant Miquel, de 1.190 m. alt., damunt del Roc dels Escóms. En aquest lloc el Roc de Benavent s'acaba, davallant cap al Coll de Comiols, de 1.101 m. alt.

#### Límit amb Artesa de Segre (Noguera)
Del Coll de Comiols, el termenal emprèn un tros de la Serra de Comiols: dos turons propers al coll, de 1.125 i 1.124 m. alt., respectivament.

#### Límit amb l'antic terme de Sant Salvador de Toló (Gavet de la Conca)
Des d'aquest darrer turó, el termenal (encara de l'antic terme de Benavent i alhora del nou d'Isona i Conca Dellà) abandona la carena, torça cap al nord, i comença un recorregut que ja no és obedient dels sistemes orogràfics, fins al punt que sovint esdevé clarament arbitrari. Un primer tros, el termenal baixa més o menys paral·lel al barranc de la Boga, s'acosta fins a prop de Gramenet, i al nord-oest d'aquesta caseria, torça cap al nord-est, en direcció a l'Obac de la Pedra.

#### Límit amb l'antic terme d'Isona (Isona i Conca Dellà)

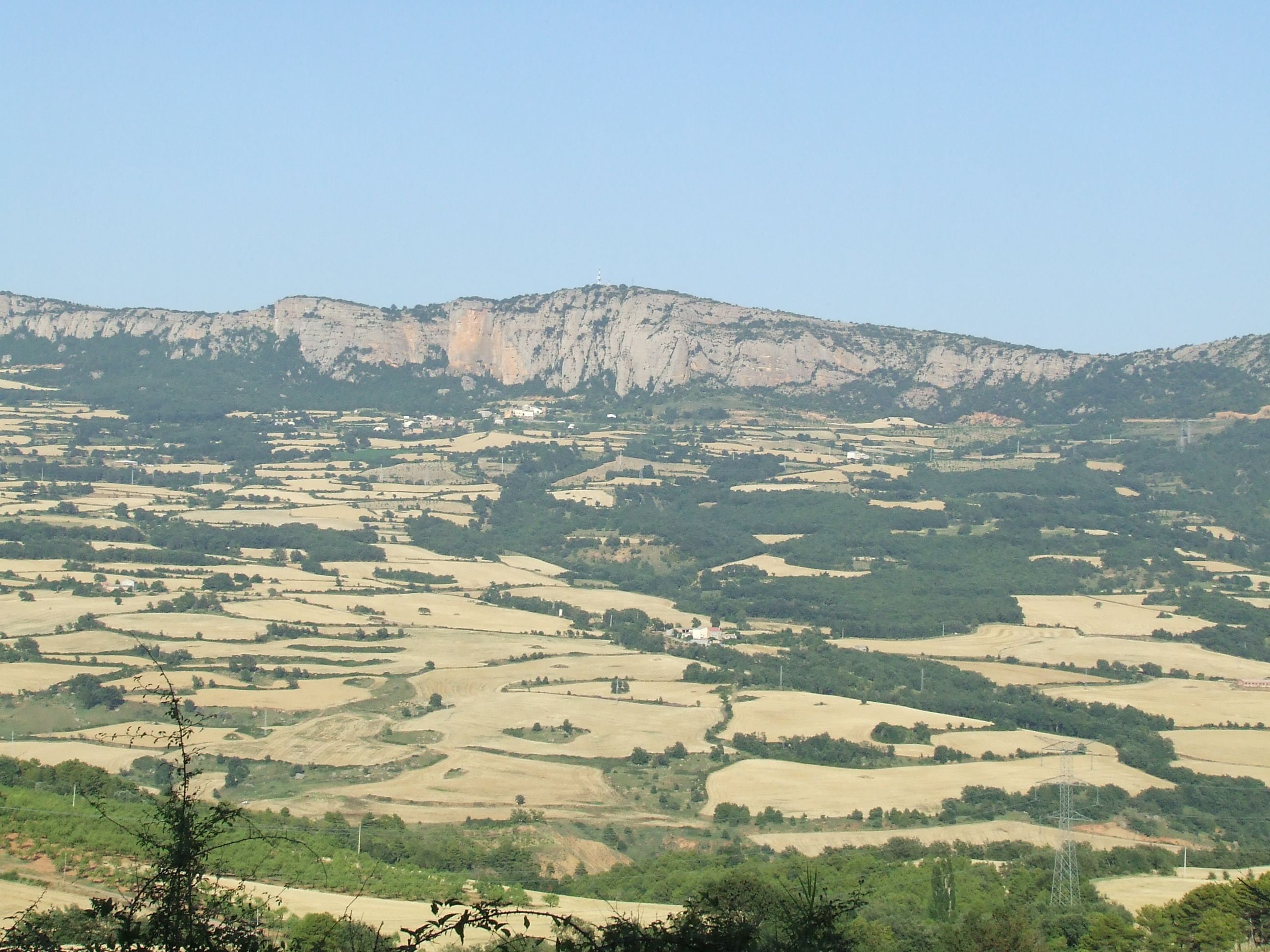
El terme de Benavent de Tremp; a la part baixa de la fotografia, el termenal amb Sant Salvador de Toló

Quan arriba a un turó de 806 m. alt., proper i al sud-est de Covet, el termenal torna a canviar de direcció: ara, cap al nord, s'adreça cap a Llordà, poble prop del qual arribava, l'antic terme de Benavent de Tremp. Ho fa, de forma arbitrària, traçant una línia quasi recta que va a parar a l'extrem nord-oest del doble revolt del quilòmetre 36 de la carretera C-1412b, just al sud del poble de Llordà, al lloc conegut com les Freixineres o Francolins.
Torna a trencar cap al nord-est, s'adreça a l'extrem de ponent de la carena on hi ha el poble de Biscarri, al turó de 818 m. alt. de l'extrem de ponent de Saltacanteres, on el termenal baixava cap al capdavall del serrat de Biscarri, trencava cap a llevant, i anava a cercar la carena paral·lela pel nord a la de Biscarri, la Cascalla, de 957 m. alt., per anar pujant gradualment cap al Cogulló de Sant Quiri, de 1.355, inflexionant lleugerament a mesura que pujava cap al nord-est, seguint, ara sí, el Serrat de Santa Eulàlia.
Aquest sector del vell terme de Benavent de la Conca és, de fet, el pla inclinat que davalla del Roc de Benavent cap al riu de Conques, i està solcat per tot de barrancs paral·lels convergents que estableixen el circ de formació del riu esmentat. el barranc de Ferruat, el de la Font del Poble, el de la Font de la Salut, el torrent de Renou, la llau dels Reguers, el barranc de la Coromina, el riu de la Pedra, el barranc de Gula, el del Tossal, el dels Boïgots, el de la Boga...

#### Enclavament de Montadó
L'enclavament de Montadó, de 5,33 km², s'estén cap al sud des de la Serra de Comiols, als llocs coneguts com l'Obaga de Bonrepòs i la Pleta dels Pals. Comprèn bàsicament les valls del barranc de la Font dels Cóms, del Serrat de Sant Miquel i de Santa Anna, així com part de la vall de la Jona, que recull les aigües d'aquests torrents. Els límits són, en part, les carenes que limiten aquestes valls. De tota manera, són uns límits bastant arbitraris, que en més d'un lloc es limiten a una simple línia recta, sense obeir cap mena d'accident orogràfic. El punt més elevat, a l'extrem nord, assoleix els 1.104 m. alt., Cal Castellí és a 1.031, i el poble de Montadó, a 897. L'extrem sud és a la llera del barranc del Gramenet, que és, de fet, el mateix de la Jona abans esmentat, a prop de la Font Freda. Fa 570 m. alt.

### Nuclis de població
| Entitat de població  | Habitants |
| -------------------- | --------- |
| Balasc               |           |
| Benavent de la Conca | 35        |
| Biscarri             | 58        |
| Gramenet             | 4         |
| Montadó              | 6         |
| Font: Idescat        |           |

L'antic terme de Benavent de Tremp incloïa el poble del mateix nom, actualment lleugerament canviat, com ja ha quedat explicat, el de Biscarri, el de Gramenet, i l'antic hostal i ara caseria de Balasc. Cal comptar, a més, amb l'enclavament de Montadó, amb el poble d'aquell nom.
Entre Benavent i Biscarri hi havia hagut el raval de Sant Gili, amb l'església quasi del tot desapareguda de Sant Gili de Móra. El 1860 encara n'estan documentades les restes, a uns 200 metres del poble. En aquells entorns encara es conserva, també, el topònim les Móres.
A cosa d'un quilòmetre, el 1860 també és esmentada la caseria de Santa Eulàlia.
Damunt del Roc de Benavent, al límit del terme i de la comarca, hi havia hagut l'ermita de Rocaplana, de la qual actualment a penes en queden uns munts de pedra.
| Pobles de l'antic terme de Benavent de Tremp | Pobles de l'antic terme de Benavent de Tremp | Pobles de l'antic terme de Benavent de Tremp | Pobles de l'antic terme de Benavent de Tremp |
| -------------------------------------------- | -------------------------------------------- | -------------------------------------------- | -------------------------------------------- |
| El poble de Benavent de la Conca             | El poble de Biscarri                         | El poble de Gramenet                         | El poble de Montadó                          |
| El poble de Benavent de la Conca             | El poble de Biscarri                         | El poble de Gramenet                         | El poble de Montadó                          |

#### Benavent de Tremp o de la Conca
El poble de Benavent de la Conca, que sempre havia fet de cap del districte municipal de Benavent de Tremp, té article propi.

#### Biscarri
Biscarri és la segona entitat de població de l'antic terme (o la primera, en nombre d'habitants). Podeu consultar l'article corresponent.

#### Balasc, Gramenet i Montadó

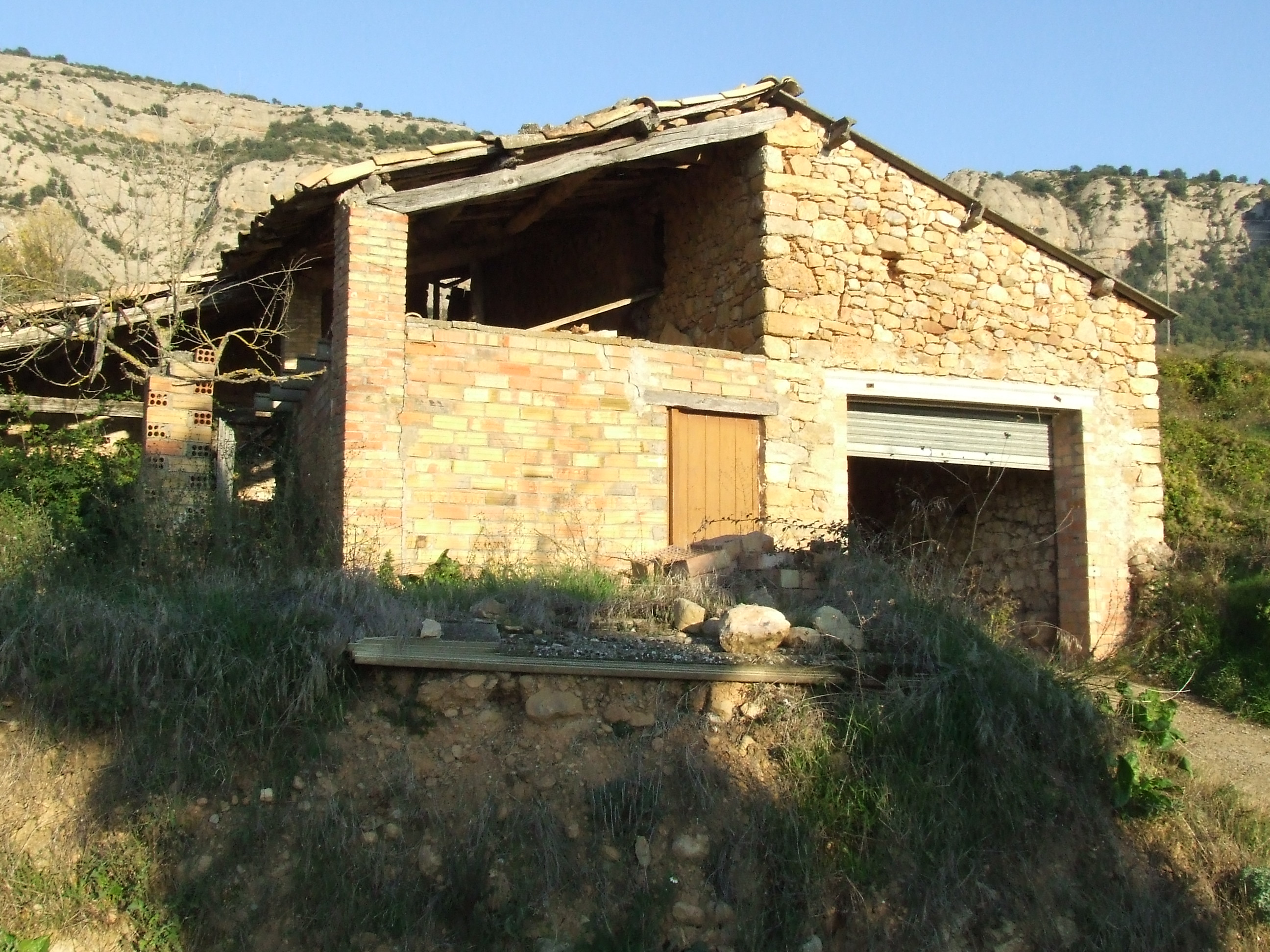
Les cavallerisses de l'antic hostal de Balasc

Les altres entitats de població eren més petites, simples caserius molts d'ells. Així, Gramenet, Montadó, Balasc i Santa Eulàlia sumaven, el 1900, entre tots, 73 edificis i 143 habitants.
Gramenet i Montadó tenen article a part. Balasc és un antic hostal, del qual es conserven les cavallerisses, i una renglera de quatre cases, totes elles molt refetes en èpoques modernes
A més, hi havia hagut els ravals de Santa Eulàlia i de Sant Gili, que surten esmentats en alguns documents antics. Del de Sant Gili, es conserva la memòria de l'aplec que se celebrava a l'ermita de Sant Gili de Móra, però en l'actualitat no hi ha cap record de les cases que formaven aquest raval. Tanmateix, el bosquet de roures que en conserva algunes restes pot amagar bastants coses que una prospecció arqueològica trauria, sense cap mena de dubte, a la llum. El de Santa Eulàlia és del tot desconegut, també. Fins i tot el nom sembla del tot perdut.

## Història

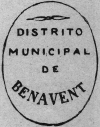
Segell municipal de vers el 1900

La referència més antiga a la història de Benavent de Tremp és datada de l'Eneolític o Edat del bronze. Es tracta de l'habitacle de la Cova del Moret, prop de Benavent.
En els censos medievals apareix ja amb un reduït nombre d'habitants, malgrat la seva estratègica situació; el 1359 és esmentat en el cens de la Vegueria del Pallars amb 9 focs (unes 45 persones). D'aquests 9 focs es passa als 50 habitants del cens del 1718 (gran estabilitat, doncs).

### Edat contemporània
El 1831 se l'esmenta en les relacions del corregiment de Talarn, i hi consten 66 habitants. En aquell moment pertanyia al senyoriu del Comte d'Aranda. El 1845 hi consten 111 habitants.
En el cens del 1857 Benavent apareix amb 562 habitants i 100 cèdules personals inscrites, repartides de la manera següent: Balanch y Gramenet, 20 habitants i 4 cèdules; Benavent, 392 i 79, i Biscarri, 160 i 17.
El 1900 tenia 30 edificis amb 99 habitants, dels 173 i 453, respectivament, que tenia aquest antic municipi. Així doncs, tot i ser el poble històricament més important, no agrupava la majoria dels habitants del terme, atès que el poblament dispers era molt rellevant. Tanmateix, el raval de Sant Gil tenia també 23 cases, amb 20 habitants.
El 1930 es va arribar al maxim històric: 429. Tanmateix, de seguida comença la davallada: 292 el 1960 i tan sols 20 el 1994. Les darreres dades mostren una lleugera recuperació: el 2006 hi consten 35 habitants.

#### Alcaldia
L'alcaldia de Benavent de Tremp fou exercida, al llarg dels anys, per les persones següents:
- Joan Macià (1885)
- Antoni Fort i Aubets (1893)
- Pere Serantill i Palau (1898)
- Lluc Coma (1944)
- Josep Ribera (1945)

## Llocs d'interès
Com a resum, heus ací una llista dels llocs d'interès del terme de Benavent de Tremp:
- Poble i castell de Benavent de la Conca
- Santa Margarida de Benavent de la Conca
- Poble de Biscarri (poble vell i poble nou)
- Sant Andreu de Biscarri (església romànica, a tocar del poble vell)
- Caseria de Gramenet
- Antic hostal de Balasc
- Sant Gili de Móra (en queden només restes)
- Poble de Montadó (poble abandonat i restes de l'església de Sant Miquel de Montadó)
- Santa Anna de Montadó

a nivell paisatgístic destaquen el Roc de Benavent. Les vistes sobre tota la Conca Dellà, el riu de Conques, els contraforts nord del Montsec de Rúbies (Serra de Comiols, Serra del Cucuc, Serra de la Campaneta, etc.), i l'antic terme de Sant Salvador de Toló; i el coll de Comiols amb vistes sobre el Pallars Jussà i la Noguera.

## Activitat econòmica
Benavent sempre ha estat un poble dedicat a l'agricultura, ramaderia i explotació dels boscos. Ha tingut pràcticament sempre les mateixes activitats bàsiques (blat, civada, sègol, una mica de vi, una mica d'oli, llegums i pastures per a bestiar petit: ovelles i cabres, a més d'algunes vaques). També hi havia abundant caça: perdius, conills i llebres, a més d'algun llop, antigament. Darrerament, com a molts pobles de Catalunya, s'han desenvolupat molt les explotacions ramaderes, especialment les porcines.
L'única indústria de què es té constància és el Molí de Solsona, fariner, esmentat el 1860, actualment inexistent, encara que perviu la masia de Cal Solsona.

## Cultura
Les festes pròpies de cada població d'aquest antic terme estan explicades en el seu article corresponent.

## Serveis turístics
En tot el terme antic de Benavent de la Conca no hi ha cap establiment dedicat a l'acolliment turístic: el restaurant Cal Basturs (escrit pels que el portaven Cal Bastús), a Biscarri, va tancar portes el 2007. Fora d'aquest establiment, només hi ha els serveis que ofereix la botiga de l'estació de servei de Comiols, també tancada en l'actualitat (2009). D'allotjament, sí que n'hi ha un: la casa rural de Cal Ros, a Biscarri.